# Samsung Gear VR
Gear VR là thiết bị thực tế ảo phát triển bởi Samsung phối hợp với Oculus VR. Samsung Galaxy Note 4 bắt buộc làm màn hình, và được gắn trong thiết bị Gear VR. Giống như Google Cardboard, Gear VR không có màn hình hiển thị. Tuy nhiên, thiết bị có thể tái tạo lại hình ảnh và âm thanh chân thực từ những bộ phim hay game có sử dụng công nghệ 3D, chứ không đơn thuần là chỉ trình chiếu phim 3D như những sản phẩm kính VR giá rẻ khác.
Ngoài ra, Samsung Gear VR còn được trang bị thanh điều khiển, giúp người dùng có thể tương tác với thế giới ảo tốt hơn. Mặt khác, Gear VR còn có một dải băng để giữ thiết bị trên đầu người dùng, hệ thống âm thanh vòm cùng những đai cách âm cực tốt. Lần đầu tiên công bố vào 3 tháng 9 năm 2014, thiết bị này hoạt động hoàn toàn không dây. Nó có một touchpad ở phía bên phải, một nút chỉnh âm lượng, và phím quay trở lại. Nhờ vậy mà người dùng có thể trải nghiệm thực tế ảo gần đúng chuẩn nhất.
Gear VR được công bố lần đầu tiên vào ngày 3 tháng 9 năm 2014. Để cho phép các nhà phát triển tạo nội dung cho Gear VR và cho phép những người đam mê VR và công nghệ tiếp cận sớm với thiết bị này, Samsung đã phát hành hai phiên bản đổi mới của Gear VR trước phiên bản dành cho người tiêu dùng.

## Tổng quan
Samsung Gear VR được thiết kế để làm việc với các điện thoại thông minh hàng đầu của Samsung. Những điện thoại thông minh đang được hỗ trợ là Samsung Galaxy S6, Samsung Galaxy S6 Edge, Samsung Galaxy S6 Edge+, Samsung Galaxy Note 5, Samsung Galaxy S7, Samsung Galaxy S7 Edge, Samsung Galaxy S8, Samsung Galaxy S8+, Samsung Galaxy Note Fan Edition, Samsung Galaxy Note 8, Samsung Galaxy A8/A8+ và Samsung Galaxy S9/GalaxyS9+.
Galaxy Note10, Note10+, Note10 5G và Note10+ 5G không được hỗ trợ bởi Gear VR.
Tiêu điểm có thể được điều chỉnh bằng cách sử dụng bánh xe ở đầu tai nghe. Một trackpad được đặt ở bên phải của thiết bị, các nút home và back được đặt ngay phía trên nó. Âm lượng có thể được điều chỉnh thông qua các rocker âm lượng cũng được tìm thấy ở phía bên tay phải. Cổng USB-C nằm ở dưới cùng của tai nghe.
Một số mục tiêu chính mà Samsung đặt ra cho dự án này liên quan đến phần cứng là: tai nghe của họ có thể hỗ trợ độ trễ MTP (Motion to Photon) dưới 20 ms; tối ưu hóa phần cứng và hạt nhân; và cũng để tạo ra màn hình QHD của Galaxy Note 4 cho phép kết xuất độ phân giải cao trong tai nghe. Trường nhìn ống kính là 96 ° cho ba mô hình đầu tiên và 101 ° cho R323.
Oculus Home là cơ sở chính để tải xuống và sử dụng nội dung trên Samsung Gear VR. Oculus Home cũng là dòng chính để phân phối phần mềm trên Gear VR. Sự hấp dẫn chính của Gear VR là chơi game và mô phỏng dựa trên thực tế ảo di động, tuy nhiên, sự quan tâm gần đây đang tăng lên trong việc sử dụng hiệu quả thiết bị này trong giáo dục khoa học và y tế.

## Lịch sử
Mặc dù phiên bản dành cho người tiêu dùng của  Samsung Gear VR được phát hành vào tháng 11 năm 2015, nhưng Samsung đã nhận được bằng sáng chế về màn hình gắn trên đầu (HMD) vào tháng 1 năm 2005. Đây là một trong những ý tưởng đầu tiên về việc sử dụng điện thoại di động làm màn hình cho HMD. Tuy nhiên, công nghệ điện thoại di động vào thời điểm bằng sáng chế được đệ trình đã hạn chế mức độ chất lượng và hiệu suất . Samsung đã tiếp tục nghiên cứu VR và HMD trong nội bộ.
Với việc phát hành Galaxy S4 vào năm 2013, Samsung đã thành lập một nhóm chính thức chuyên phát triển một thiết bị dựa trên thực tế ảo có thể hoạt động với điện thoại thông minh. Trong khi nhóm này phát triển nhiều nguyên mẫu khác nhau, hiệu suất và màn hình vẫn chưa đạt tiêu chuẩn.  Vào năm 2014, Samsung đã hợp tác với Oculus (người tạo ra một thiết bị thực tế ảo nổi tiếng khác, Oculus Rift ) để giúp phát triển. Samsung Gear VR đã được công bố trong cuộc họp báo của Samsung tại IFA Berlin vào ngày 3 tháng 9 năm 2014 (cùng với một điện thoại thông minh có khả năng chạy nó, Galaxy Note 4).